# Frauen morden leichter
Frauen morden leichter ist eine Fernsehreihe des ZDF, die im Jahr 1997 das erste Mal ausgestrahlt wurde. In sechs Folgen werden kurze Geschichten rund um weibliche Racheengel erzählt.

## Konzept und Hauptdarsteller
Die im zweiwöchigen Rhythmus ausgestrahlten Folgen beinhalten jeweils zwei bis drei Episoden. Den weiblichen Hauptdarstellerinnen gegeben von Muriel Baumeister, Ruth Maria Kubitschek, Petra Kleinert, Sabine Postel, Susanne Lothar und Anita Kupsch wurden die Rollen auf den Leib geschrieben. Mit weiblichem Witz, Phantasie und ohne Gnade rächen sich die Protagonisten für erlittenes Unrecht durch ihre männlichen Partner.

## Schauspieler
Neben den sechs Hauptdarstellerinnen traten Oliver Betke, Michael Ehnert, Wilfried Hochholdinger, Dietmar Bär, Buddy Elias, Rolf Hoppe, Ursela Monn, Janette Rauch und Suzanne von Borsody in Gastrollen auf.

## Episoden
| Folge | Episode | Titel                        | Erstausstrahlung | Hauptdarstellerin     |
| ----- | ------- | ---------------------------- | ---------------- | --------------------- |
| 1     | 1       | Geld spielt keine Rolle      | 26. Februar 1997 | Muriel Baumeister     |
| 1     | 2       | Das Ökoschwein               | 26. Februar 1997 | Muriel Baumeister     |
| 1     | 3       | Große Pläne                  | 26. Februar 1997 | Muriel Baumeister     |
| 2     | 4       | Nimm Zwei                    | 12. März 1997    | Ruth-Maria Kubitschek |
| 2     | 5       | Bankgeheimnis                | 12. März 1997    | Ruth-Maria Kubitschek |
| 2     | 6       | Außer Konkurrenz             | 12. März 1997    | Ruth-Maria Kubitschek |
| 3     | 7       | Bis daß der Tod uns scheidet | 26. März 1997    | Petra Kleinert        |
| 3     | 8       | Künstlerpech                 | 26. März 1997    | Petra Kleinert        |
| 3     | 9       | Hundekuchen                  | 26. März 1997    | Petra Kleinert        |
| 4     | 10      | Nackte Tatsachen             | 9. April 1997    | Sabine Postel         |
| 4     | 11      | Liebe geht durch den Magen   | 9. April 1997    | Sabine Postel         |
| 5     | 12      | Gesammelte Werke             | 23. April 1997   | Susanne Lothar        |
| 5     | 13      | Mann fürs Leben              | 23. April 1997   | Susanne Lothar        |
| 6     | 14      | Trauerarbeit                 | 7. Mai 1997      | Anita Kupsch          |
| 6     | 15      | Ha(a)rmonie                  | 7. Mai 1997      | Anita Kupsch          |
| 6     | 16      | Doppelhochzeit               | 7. Mai 1997      | Anita Kupsch          |